# Pseudomeloe sexguttatus
Pseudomeloe sexguttatus là một loài bọ cánh cứng trong họ Meloidae. Loài này được Sharp in Whymper miêu tả khoa học năm 1891.